# Phrynosoma cornutum
La lucertola cornuta del Texas (Phrynosoma coronatum), nota anche come frinosoma cornuto o rospo corneo, è un rettile appartenente all'ordine degli Squamati e alla famiglia dei Frinosomatidi. È diffuso principalmente in Texas (da cui il nome), in Colorado, in Kansas, in Messico settentrionale e in Arizona. Esistono anche popolazioni isolate in North Carolina, South Carolina, Georgia e Florida settentrionale.

## Descrizione
Per difendersi questo curioso animale usa il gonfiamento polmonare, aspirando aria e gonfiandosi fa in modo che le spine che ha sul corpo si rizzino in modo che il predatore, spesso il Coyote, non possa ingoiarla. Un altro modo di difesa e quello di spruzzare dalle palpebre uno schizzo di sangue in modo molto preciso da colpire il suo predatore sul muso o nell'occhio; per gli altri animali il sangue della suddetta lucertola ha un sapore e odore fastidioso tanto da far scappare il predatore.